# Bob Chilcott
Robert "Bob" Chilcott (né le 9 avril 1955) est un chanteur, chef de choeur et compositeur de musique chorale britannique.

## Biographie
Chilcott naît à Plymouth. Dans sa jeunesse, il chante dans le chœur du King's College de Cambridge. Il interprète le Pie Jesu extrait du Requiem de Gabriel Fauré sur l'enregistrement de 1967 du King's. Il est membre des King's Singers de 1985 à 1997, chantant ténor.
Il compose depuis les années 1990.
Chilcott a été le chef du chœur du Royal College of Music à Londres pendant sept ans, et est le principal chef invité des BBC Singers. Il est aussi Président du Southend Boys' Choir, un chœur de garçons très réputé de Southend-on-Sea qui chante régulièrement dans des institutions londoniennes notables, comme le Royal Albert Hall.

## Compositions
Bob Chilcott est un compositeur prolifique, avec plus de deux cent compositions, l'immense majorité étant pour chœur (accompagné ou non).
Chilcott est très connu pour ses compositions pour chœurs d'enfants, dont Can You Hear Me?, qu'il a dirigé dans de nombreux pays. Il collabore régulièrement avec le New Orleans Children’s Chorus, pour lequel il a écrit A Little Jazz Mass, Happy Land, This Day, Be Simple Little Children et I Lift My Eyes.
Chilcott a écrit This Day, une mise en musique de cinq poèmes, pour un festival en 2006 à La Nouvelle-Orléans. Néanmoins, ce festival a été annulé à cause de l'ouragan Katrina. La pièce est finalement créée le 25 juin 2007 à la cathédrale Saint-Louis de La Nouvelle-Orléans, avec 210 chanteurs venant de l'ensemble des Etats-Unis.
Sa cantate pour chœur et percussion The Making of the Drum a été interprétée par les BBC Singers, le New Zealand Youth Choir, le World Youth Choir (sous sa direction), le Chamber Choir of Europe et le Taipei Chamber Singers.
Au début des années 2000, Chilcott écrit deux grandes compositions sacrées, Canticles of Light et Jubilate. Les Addison Singers ont chanté Canticles of Light à Londres en 2004 et Jubilate en 2005 (à Londres et à Carnegie Hall).
En 2008, Oxford University Press publie ses Fables d'Ésope pour chœur mixte et piano.
Son Requiem est créé le 13 mars 2010 au Sheldonian Theatre d'Oxford par le Oxford Bach Choir et le Royal Philharmonic Orchestra, dirigé par Nicholas Cleobury,.
Chilcott dirige la création de sa composition On Christmas Night le 12 décembre 2010 à l'Université d'Austin (Texas),. La création anglaise de cette pièce est donnée le 28 novembre 2011 à l'école de Rugby par les Arnold Singers dirigés par Richard Dunster-Sigtermans et la création écossaise a lieu le 14 décembre 2011 au Usher Hall d'Edimbourg.
Sa mise en musique de la Passion selon Saint Jean est une œuvre d'une heure créée par le chœur de la cathédrale de Wells en 2013. Il suit le modèle établi par Bach, avec l'histoire racontée sous la forme de récitatifs chantés par un ténor, interrompu par des interventions du chœur représentant la foule. Quelques-uns des chorals sont de nouvelles harmonisations, de nouveaux arrangements d'« hymnes » liturgiques très répandus.
En 2016, sa pièce Ophelia, Caliban, and Miranda prend sa source dans deux pièces de Shakespeare : The Tempest et Hamlet. Elle a été créée au picfest à Eugene, Oregon. Chilcott dirige le chœur du festival et les instrumentistes accompagnateurs, les Yellowjackets.